# Massimiliano Pironti

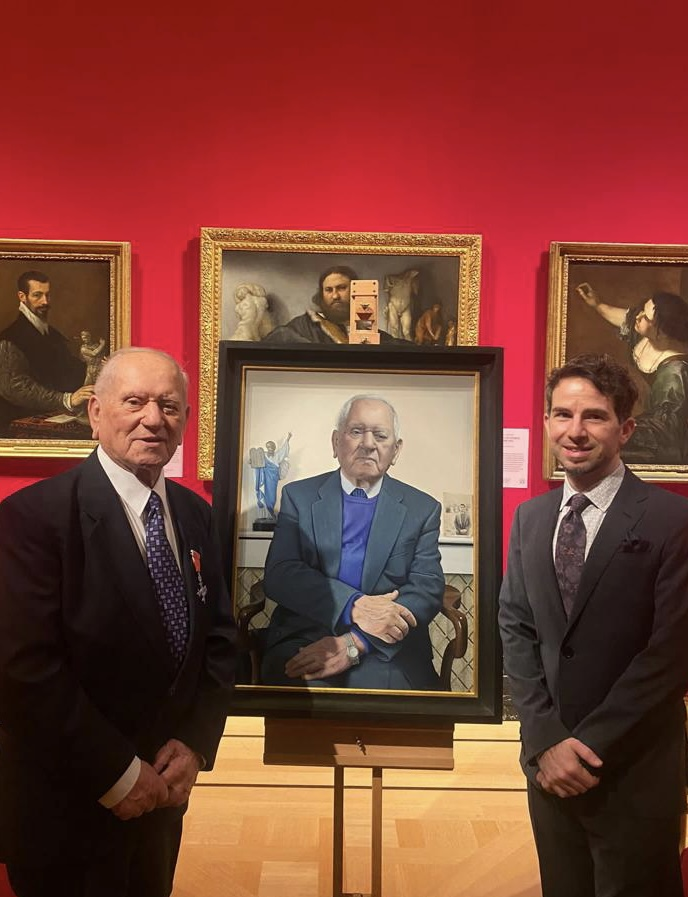
Arek Hersh und Massimiliano Pironti in der Queen’s Gallery

Massimiliano Pironti (* 22. Dezember 1981 in Colleferro, Provinz Rom) ist ein italienischer Maler und ehemals Schauspieler, Sänger und Tänzer, der in Deutschland lebt.

## Leben
Pironti erlernte als Autodidakt die Malerei und begann dann mit der Ausbildung in Gesang, klassischem Ballett, modernem und zeitgenössischem Tanz und wurde zunächst in Italien und seit 2015 in Deutschland als Musicaldarsteller bekannt. Seit 2018 ist er mit internationaler Reputation als Maler tätig, wobei es ihm um die künstlerische Darstellung der Beziehung eines Menschen zu sich und zur Welt geht, darum, „die Geschichte eines Menschen zu erzählen“.
Bekannt geworden ist Pironti als 11. Preisträger des italienischen Nationalpreises „Massimini“ als bester Musical- und Operettendarsteller 2008.

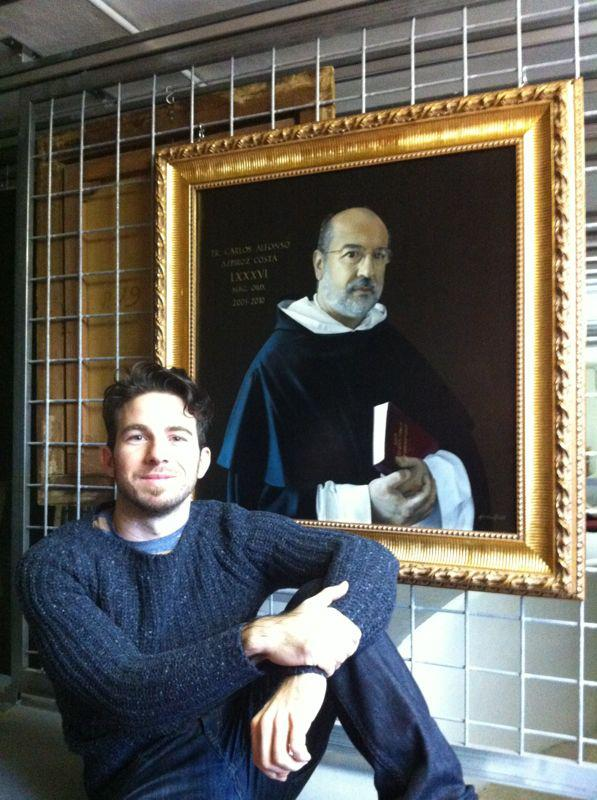
Porträt des ehem. Ordensmeisters der Dominikaner Carlos Azpiroz Costa OP für die Galerie der Nachfolger des Heiligen Dominikus / Konvent und Museum Santa Sabina, Rom.

Im April 2018 wurde er beim BP Portrait Award 2018 der National Portrait Gallery in London als einer der 48 Aussteller in der National Gallery gewählt. Der BP Portrait Award ist der wichtigste Wettbewerb für Porträtmalerei weltweit. Pironti hat an der Ausstellung in der National Portrait Gallery London anlässlich der „Oscarverleihung für Portraitmalerei“ mit einem Ölbild mit dem Titel A Throne in the West teilgenommen. Im Folgejahr 2019 erhielt Pironti den dritten Platz des „weltweit prestigeträchtigsten Preises der Porträtmalerei“ und den zweiten Platz des visitor’s choice des BP Portrait Award in seiner 30sten Jubiläumsausgabe. Den dritten Platz belegte er mit dem Porträt seiner Großmutter mit dem Titel „Quo vadis?“
Für das internationale Jubiläumsjahr „250-Jahre Friedrich Hölderlin“ 2020 schaffte er seine malerische Interpretation des Dichters für die Dauerausstellung im Geburtshaus des Dichters im Hölderlinmuseum in Lauffen a. N. Eine Kopie des Gemäldes wurde dem Hölderlinfreund Papst Franziskus überreicht, der daraufhin Werk und Museum mit einem persönlichen Grußwort ehrte.
Für sein Projekt „7 Porträts: Überlebende des Holocaust“ beauftragte Prinz Charles 2021 Massimiliano mit einem Porträt des Shoa Überlebenden Arek Hersh, einem der Kinder von Windermere. Das Gemälde ist Teil der britischen königlichen Kunstsammlung und wird in The Queen’s Gallery, heute King's Gallery, Buckingham Palace und The Queen’s Gallery, heute King's Gallery, Palace of Holyroodhouse, in Edinburgh ausgestellt. Prinz Charles, heute König Charles III und Camilla, heute Königin Camilla, eröffneten die Ausstellung zum Holocaust-Gedenktag 2022 im Buckingham Palace.
2021 stiftete Pironti ein von ihm geschaffenes Friedenssymbol für das internationale Projekt "Friedensglocken für Europa", das 2023 in einem Dokumentarfilm vorgestellt wurde.
Sein Gemälde "Quo vadis?" wurde 2023 von den Freunden des Kunstmuseums Stuttgart für die Sammlung des Kunstmuseums erworben und ist dort im Otto Dix Saal ausgestellt.

## Auftritte
- 2004/2005 nahm Pironti am Finale der italienischen TV-Talentshow Amici teil.
- 2005 produzierte und choreographierte er die Tanzshow Collezione Privata in Rom, in der er auch als Tänzer auftrat.[21]
- 2006 war er im italienischen Film Passo a due zu sehen.[22]
- 2007/2008 spielte er den Pollo in der Musicalproduktion Drei Meter über dem Himmel von Palazzo Irreale.[23]
- 2008/2009 spielte er Peter Pan in Peter Pan The Musical von Teatro delle Erbe.[24]
- 2009/2010 war Pironti Mungo Jerry im Musical Cats von Compagnia della Rancia.[25]
- 2010/2011 spielte er Jimmy Kaminsky im Musical Flashdance von Stage Entertainment.[26]
- 2011/2012 war er TJ im Musical Sister Act von Stage Entertainment.
- 2012/2013 spielte er Bobby C. im Musical Saturday Night Fever von Stage Entertainment.[27]
- 2014/2015 war er Darsteller bei Best of Musical[28] von Stage Entertainment und Christian im Musical Come E&O,è tutto uno show[29] von Nito Production, sowie in der TV-Show Chance[30] als Sänger und Tänzer im italienischen Kanal Agon Channel.
- 2015–2017 war Pironti Terk in Disney’s Musical Tarzan von Stage Entertainment in Stuttgart und Oberhausen.[31]
- 2019 wurde Pironti als Kunstmaler in der TV-Dokumentation Portrait of an Artist von Lonelyleap Film auf BBC World News und Amazon Prime porträtiert.[32]
- 2020 veröffentlichte The Times exklusiv in der Print- und Digitalversion sein Porträt von Mafalda Prinzessin von Hessen anlässlich der Jahresausstellung der Royal Society of Portrait Painters in The Mall Galleries, London.[33]
- 2022 nahm  Pironti als einer der Künstler des Projekts „Seven Portraits: Surviving the Holocaust“ am BBC Dokumentarfilm Survivor of the Holocaust teil, der auf BBC two und BBC World News erschien.[34]
- 2022 – TV Podcast über Pironti in „KUNSCHT“ mit dem Titel Gemälde für Prinz Charles – der Stuttgarter Künstler Massimiliano Pironti und seine Ölporträts, ausgestrahlt von SWR, 3SAT, ARD[35]
- 2023 – TV Podcast über Pironti in SWR Kultur mit dem Titel Porträt der Großmutter: Massimiliano Pirontis "Quo vadis?" ausgestrahlt von SWR, 3SAT, ARD[36]
- 2023 – Dokumentarfilm mit Pironti „Friedens Glocken für Europa“ von Dominik Wessely, TELLUX film[37]

## Werke
- 2005 schrieb, produzierte und choreographierte Massimiliano Pironti die Tanzshow Collezione Privata.[21]
- Er malte das Amtsportrait in Öl des ehemaligen Ordensmeisters der Dominikaner Carlos Azpiroz Costa OP, das sich im Museum der Dominikaner in der Basilika Santa Sabina in Rom, Italien, befindet.[38]
- Ölbild auf Aluminium mit Titel A throne in the West ab dem 14. Juni 2018 in der Sonderausstellung BP Portrait Award 2018 in The Gallery, Winchester Discovery Center.[39]
- Ölbild auf Leinwand mit Titel D’après Albert Joseph Pénot pour les Ghost Riders du Dracula, 1000 mm × 600 mm, seit Dezember 2018 im Dracula Club (Olympia Bobrun St. Moritz-Celerina) von Rolf Sachs in St. Moritz, Schweiz.[40]
- Ölbild auf Aluminium mit Titel Quo vadis?, 900 mm × 600 mm, in der Sonderausstellung des BP Portrait Award 2019 in der National Portrait Gallery, London. Seit 2023 in der Sammlung des Kunstmuseums Stuttgart.[41]
- Ölbild auf Aluminium mit Titel Friedrich Hölderlin, 900 mm × 740 mm, Dauerausstellung im Hölderlinmuseum Lauffen a. N.[42]
- Ölbild auf Aluminium mit Titel Arek Hersh, 600 mm × 800 mm, britische königliche Kunstsammlung.[43]

## Belege
1. ↑  Massimiliano Pironti pittore: artista a 360°. Scopriamolo in un'intervista (esclusiva). Abgerufen am 3. März 2017.
2. ↑  Susanne Preuß: „Sie ist noch da, sie ist noch stark“ - La Nonna. In: FAZ.net. Frankfurter Allgemeine Zeitung, 30. Oktober 2018, archiviert vom Original (nicht mehr online verfügbar) am 30. Oktober 2018; abgerufen am 30. Oktober 2018.
3. ↑  Ribel: Massimiliano Pironti. Archiviert vom Original (nicht mehr online verfügbar) am 2. Juli 2013; abgerufen am 16. Februar 2017.  Info: Der Archivlink wurde automatisch eingesetzt und noch nicht geprüft. Bitte prüfe Original- und Archivlink gemäß Anleitung und entferne dann diesen Hinweis.
4. ↑  The Finer Details of History. Massimiliano Pironti: Hyperreality. An Interview with 2019 BP Award Finalist. In: Trebuchet Art Magazin. 1. Auflage. Nr. 7, 2019, ISSN 1753-030X, S. 80–87 (trebuchet-magazine.com).
5. ↑  triesteoperetta.it (Memento vom 18. Februar 2017 im Internet Archive)
6. ↑  Associazione Internazionale dell’Operetta – Friuli Venezia Giulia. 18. Februar 2017, abgerufen am 18. Februar 2017.
7. ↑  Mail online. Abgerufen am 10. April 2018 (englisch).
8. ↑  London Exhibition. Abgerufen am 10. April 2018.
9. ↑  National Portrait Gallery: Pressemitteilung BP Award 2018. Abgerufen am 10. April 2018 (englisch).
10. ↑  Susanne Preuß: Wer wagt, gewinnt. Hrsg.: Frankfurter Allgemeine Woche. Nr. 16, 13. April 2018, S. 54 f. Feuilleton.
11. ↑  Mark Brown: Image of artist's grandmother shortlisted for BP portrait award. In: The Guardian. The Guardian, 29. April 2019, abgerufen am 29. April 2019 (englisch).
12. ↑  Revealed: the four BP Portrait Award finalists. In: bbc.com. bbc.com, 29. April 2019, archiviert vom Original (nicht mehr online verfügbar) am 30. April 2019; abgerufen am 30. April 2019 (englisch).
13. ↑  National Portrait Gallery, London: Prize winners. Archiviert vom Original am 5. November 2019; abgerufen am 4. November 2019 (englisch).  Info: Der Archivlink wurde automatisch eingesetzt und noch nicht geprüft. Bitte prüfe Original- und Archivlink gemäß Anleitung und entferne dann diesen Hinweis.
14. ↑  Literaturarchiv Marbach: Hölderlinportrait des Künstlers Massimiliano Pironti. In: Hölderlin 2020. Abgerufen am 10. April 2021.
15. ↑  Literaturarchiv Marbach: Hölderlin und Papst Franziskus. Abgerufen am 10. April 2021.
16. ↑  Tilman Krause: Die Gesichter der Überlebenden. In: Die Welt. 5. Februar 2022, archiviert vom Original am 8. März 2024; abgerufen am 8. März 2024.  Info: Der Archivlink wurde automatisch eingesetzt und noch nicht geprüft. Bitte prüfe Original- und Archivlink gemäß Anleitung und entferne dann diesen Hinweis.
17. ↑  Arning, Silke: Massimiliano Pironti malt Holocaust Überlebenden. Ein Stuttgarter Künstler im Auftrag von Prinz Charles. In: ARD Audiothek. ARD, 29. Januar 2022, abgerufen am 29. Januar 2022.
18. ↑  Sondermann, Simone: Gemälde gegen das Vergessen. In: Weltkunst. Die Zeit, 27. Januar 2022, archiviert vom Original am 27. Januar 2022; abgerufen am 29. Januar 2022.  Info: Der Archivlink wurde automatisch eingesetzt und noch nicht geprüft. Bitte prüfe Original- und Archivlink gemäß Anleitung und entferne dann diesen Hinweis.
19. ↑  Rüdiger Soldt: Wir wollen Unrecht wieder gut machen. In: FAZ. FAZ, 25. September 2021, archiviert vom Original am 8. März 2024; abgerufen am 8. März 2024.  Info: Der Archivlink wurde automatisch eingesetzt und noch nicht geprüft. Bitte prüfe Original- und Archivlink gemäß Anleitung und entferne dann diesen Hinweis.
20. ↑  Anja Wasserbäch: Die Oma bleibt in Stuttgart. In: Stuttgarter Zeitung. 25. April 2023, archiviert vom Original am 8. März 2024; abgerufen am 8. März 2024.  Info: Der Archivlink wurde automatisch eingesetzt und noch nicht geprüft. Bitte prüfe Original- und Archivlink gemäß Anleitung und entferne dann diesen Hinweis.
21. 1 2  Massimiliano Pironti nello spettacolo „Collezione privata“ – YouTube. 18. Februar 2017, abgerufen am 18. Februar 2017.
22. ↑  FILM: Passo a Due (2005), di Andrea Barzini. 18. Februar 2017, abgerufen am 18. Februar 2017.
23. ↑  Tre metri sopra il cielo – Lo spettacolo di Federico Moccia-Mauro Simone regia Mauro Simone a Torino. 18. Februar 2017, archiviert vom Original (nicht mehr online verfügbar) am 18. Februar 2017; abgerufen am 18. Februar 2017.
24. ↑  è Massimiliano Pironti il nuovo Peter Pan. 18. Februar 2017, archiviert vom Original (nicht mehr online verfügbar) am 18. Februar 2017; abgerufen am 18. Februar 2017.
25. ↑  MASSIMILIANO PIRONTI: QUANDO UN SOGNO TI METTE CON LE SPALLE AL MURO. 18. Februar 2017, archiviert vom Original (nicht mehr online verfügbar) am 18. Februar 2017; abgerufen am 18. Februar 2017.
26. ↑  Flashdance – Stage Entertainment. 18. Februar 2017, archiviert vom Original (nicht mehr online verfügbar) am 18. Februar 2017; abgerufen am 18. Februar 2017.
27. ↑  La Febbre del Sabato Sera – Il Musical – Stage Entertainment. 18. Februar 2017, archiviert vom Original (nicht mehr online verfügbar) am 18. Februar 2017; abgerufen am 18. Februar 2017.  Info: Der Archivlink wurde automatisch eingesetzt und noch nicht geprüft. Bitte prüfe Original- und Archivlink gemäß Anleitung und entferne dann diesen Hinweis.
28. ↑  The Best of Musical regia di Chiara Noschese. portale di Trieste, 16. April 2014, abgerufen am 18. Februar 2017.
29. ↑  "Come Erika e Omar", arriva il „diversamente musical“ firmato Enzo Iacchetti – Teatro/Danza – Spettacoli – Repubblica.it. 18. Februar 2017, abgerufen am 18. Februar 2017.
30. ↑  DA VENERDÌ SU AGON CHANNEL PARTE “CHANCE”, IL TALENT SHOW DI VERONICA MAYA CHE FA CONCORRENZA ALLA CARRÀ | TvZoom. 18. Februar 2017, abgerufen am 18. Februar 2017.
31. ↑  Artists | Disneys Musical TARZAN | Musicals in Oberhausen | Metronom Theater | Tickets, Karten und Gutscheine. 18. Februar 2017, abgerufen am 18. Februar 2017.
32. ↑  BBC: Portrait of an Artist. Abgerufen am 4. November 2019.
33. ↑  The Times: News in Pictures. In: The Times. 10. September 2020, abgerufen am 11. April 2021 (englisch).
34. ↑  Survivors of the Holocaust. In: BBC News. BBC, 29. Januar 2022, archiviert vom Original am 29. Januar 2022; abgerufen am 29. Januar 2022 (englisch).  Info: Der Archivlink wurde automatisch eingesetzt und noch nicht geprüft. Bitte prüfe Original- und Archivlink gemäß Anleitung und entferne dann diesen Hinweis.
35. ↑  Lothar Zimmermann: Massimiliano Pironti malt für Prinz Charles. SWR, 17. Februar 2022, abgerufen am 8. März 2024.
36. ↑  Lothar Zimmermann: Porträt der Großmutter: Massimiliano Pirontis Quo vadis? In: SWR. 21. April 2023, archiviert vom Original am 8. März 2024; abgerufen am 8. März 2024.  Info: Der Archivlink wurde automatisch eingesetzt und noch nicht geprüft. Bitte prüfe Original- und Archivlink gemäß Anleitung und entferne dann diesen Hinweis.
37. ↑  Dominik Wessely: Friedensglocken für Europa. In: IMDb. 2023, archiviert vom Original am 8. März 2024; abgerufen am 8. März 2024.  Info: Der Archivlink wurde automatisch eingesetzt und noch nicht geprüft. Bitte prüfe Original- und Archivlink gemäß Anleitung und entferne dann diesen Hinweis.
38. ↑  Manuela Gianandrea, Manuela Annibali, Laura Bartoni: Il convento di Santa Sabina all’Aventino e il suo patrimonio storico-artistico e architettonico. 1. Auflage. Campisano Editore, Rom 2017, ISBN 978-88-98229-90-1, Manuela Annibali, La Galleria dei Maestri: i successori di san Domenico, S. 274.
39. ↑  London Exhibition. Abgerufen am 10. April 2018.
40. ↑  Massimiliano Pironti: Massmiliano Pirontis Homepage. 17. März 2019, abgerufen am 17. März 2019.
41. ↑  Shortlisted Artists. In: npg.com. National Portrait Gallery, London, 29. April 2019, archiviert vom Original (nicht mehr online verfügbar) am 29. April 2019; abgerufen am 29. April 2019 (englisch).
42. ↑  Literaturarchiv Marbach: Hölderlin Jubiläumsjahr 2020. Abgerufen am 10. April 2021.
43. ↑  Seven Portraits Surviving the Holocaust. In: Royal Collection. Royal Collection Trust, 29. Januar 2022, archiviert vom Original am 29. Januar 2022; abgerufen am 29. Januar 2022 (englisch).  Info: Der Archivlink wurde automatisch eingesetzt und noch nicht geprüft. Bitte prüfe Original- und Archivlink gemäß Anleitung und entferne dann diesen Hinweis.

| Personendaten    | Personendaten                                        |
| ---------------- | ---------------------------------------------------- |
| NAME             | Pironti, Massimiliano                                |
| KURZBESCHREIBUNG | italienischer Schauspieler, Sänger, Tänzer und Maler |
| GEBURTSDATUM     | 22. Dezember 1981                                    |
| GEBURTSORT       | Colleferro, Provinz Rom                              |